# Brigada de Adiestramiento Canino
La Brigada de Adiestramiento Canino de la Policía de Investigaciones de Chile fue creada en 1991, su labor principal es la de formar perros de detección de narcóticos y guías caninos que cooperen con el trabajo investigativo con las unidades que los requieran. También esta unidad policial aparte de poseer perros de búsqueda de estupefacientes, cuentan con canes detectores de cadáveres y explosivos.
Esta unidad cuenta con canes a lo largo de todo el país.

## Enlace
Policía de Investigaciones de Chile
- Datos: Q5733935